# Danbo
Danbo er en dansk ost og den mest udbredte ostetype herhjemme. Danbo betegnes af Fødevarestyrelsen som "Danmarks nationalost". Det er en mild, let syrlig ost, der fremstilles af komælk. 
Danbo fremstilles som en opstukket ost med kitmodning. Under produktionen tilsættes store mængder vand, hvilket gør Danbo til en smidig og blød ost, der er velegnet til at blive skåret i skiver.
Danmark har ansøgt om, at navnet "Danbo" gives særlig beskyttelse efter EU's forordning om oprindelsesbeskyttelse.
Produktionen af Danbo udgjorde i 2011 40.100 tons svarende til 13% af den samlede danske osteproduktion. Det er den ost, der hyppigst spises i Danmark. Danbo sælges bl.a. under varemærkerne Klovborg, Riberhus, Lillebror m.fl. Danbo kan tilsættes kommen. 

## Historie
Danbo blev udviklet af mejeristen Rasmus Nielsen, der efter rejser i Østpreussen og Nederlandene i slutningen af 1800-tallet udviklede osten på Kirkeby mejeri på Fyn. Rasmus Nielsen havde dog svært ved at overtale andelshaverne til at producere en "russisk steppeost", hvorfor Rasmus Nielsen selv overtog mejeriet i forpagtning og producerede osten. Navnet Danbo er fra 1952.

## Eksterne links
- Arlas køkkenleksikon
- Guide til fremstilling af Danbo ost

| Mad og drikke | Spire Denne artikel om mad og drikke er en spire som bør udbygges. Du er velkommen til at hjælpe Wikipedia ved at udvide den. |